# マレー (小惑星)
マレー (941 Murray) は小惑星帯に位置する小惑星である。ウィーンのウィーン天文台でヨハン・パリサによって発見された。
イギリスの外交官ギルバート・マレーにちなんで命名された。